# Frans Van Looveren
Frans Van Looveren, né le 22 juin 1932 à Anvers, et mort le 16 janvier 2009 à Edegem (Anvers), est un coureur cycliste belge, professionnel de 1955 à 1961.

## Palmarès
- 1952
  - 5e étape du Tour de Belgique amateurs
- 1956
  - Circuit des Ardennes flamandes - Ichtegem
  - 3e de Hoegaarden-Anvers-Hoegaarden
- 1958
  - 1reb étape du Tour de Belgique
  - 2e de la Coppa Bernocchi
  - 2e de Tielt-Anvers-Tielt
  - 2e du Grand Prix de l'Escaut
- 1959
  - GP Benego
- 1960
  - 2e étape de Paris-Nice (contre-la-montre par équipes)

## Résultats sur les grands tours

### Tour d'Italie
- 1959 : abandon
- 1960 : non-partant (14e étape)

### Tour d'Espagne
- 1959 : 14e